# خوسيه أرواخو
خوسيه أرواخو (بالبرتغالية: José Marcelo Januário de Araújo‏) (6 مايو 1972 في البرازيل - 31 أكتوبر 2018 بجواو بيسوا في البرازيل) هو لاعب كرة قدم برازيلي في مركز الوسط. لعب مع بوتافوغو ريغاتاس وريال سرقسطة ونادي أكاديميكا كويمبرا ونادي باهيا ونادي بورتو ونادي غوياس ونادي فلومينينسي ونادي فيتوريا ونادي كورينثيانز ونادي كورينثيانس ألاغوانو ونادي بوتافغو لكرة القدم ونادي باراغواسونسيه الرياضي ونادي سانتوس لكرة القدم.

## وصلات خارجية
- خوسيه أرواخو على موقع قاعدة بيانات كرة القدم.إي يو (الإنجليزية)